# GS Ilioupoli
Maillots
Le Gymnastikos Syllogos Ilioúpoli (en grec moderne : Γυμναστικός Σύλλογος  Ηλιούπολης), plus couramment abrégé en GS Ilioúpoli ou Ilioúpoli FC, est un club grec de football fondé en 1953 et basé dans la ville d'Héliopolis (Ilioúpoli en grec).
Il fait partie intégrante d'un club omnisports, le GS Ilioúpoli, qui comprend des sections de basket-ball, de volley-ball, d'athlétisme, de tennis, de judo, de natation et de water-polo.

## Histoire
À la suite de sa victoire dans le groupe Sud de Gamma Ethniki à la fin de la saison 2008-2009, Ilioupoli évolue pour la première fois de son histoire en deuxième division grecque, la Beta Ethniki.

## Personnalités du club

### Présidents
- Giorgios Tsakogiannis
- Nicholas S. Karidis

### Entraîneurs
- Efthimios Georgoulis
- Sotiris Tzoumerkiotis